# Verdens energiforbrug
Verdens energiforbrug er den samlede mængde energi, som menneskeheden forbruger. I 2015 udgjorde dette 569,4 exajoule (569,4 × 1018) med lidt over fire femtedele udledt fra forbrænding af petroleumsprodukter, solide brændstoffer og gas. De fleste af verdens energiressourcer stammer fra solens stråler, som rammer Jorden. Noget af denne energi bliver indfanget via fotosyntesen og tidligere tiders biomasse er blevet bevaret som fossile brændstoffer, mens andet er direkte eller indirekte anvendelige; for eksempel via vind-, vand- og solkraft.[kilde mangler]